# 残火 (映画)
『残火』（のこりび、原題：Paroles et musique）は、1984年のフランス映画。テレビ業界を舞台にした恋愛映画でカトリーヌ・ドヌーブが中年のTVプロデューサーを演じる。デビュー間もない子役時代のシャルロット・ゲンズブールが出演している。制作期間は1984年5月16日から同年7月4日まで。
日本では劇場未公開だが、ビデオが発売されている。

## ストーリー
TVプロデューサーのマーゴは子持ちで結婚生活12年目だが、夫は黙ってニューヨークへ飛び出し、忙しすぎるマーゴの家庭は崩壊寸前である。そんな中、マーゴは自ら売り出してるポップグループの1人であるミュージシャンに惚れられ口説かれる。

## キャスト
- マーゴ - カトリーヌ・ドヌーヴ
- ジェレミー - クリストフ・ランベール
- ミシェル - リシャール・アンコニナ
- シャルロット - シャルロット・ゲンズブール